# Rameau œsophagien de l'aorte thoracique
Les rameaux œsophagiens de l'aorte thoracique (ou artères œsophagiennes) sont 4 à 6 artères qui naissent de la partie thoracique de l'aorte descendante.

## Origine
Les rameaux œsophagiens de l'aorte thoracique naissent de la face antérieure de l'aorte entre les quatrième et dixième vertèbres thoraciques. Leur diamètre décroit de haut en bas.

## Trajet
Les rameaux œsophagiens de l'aorte thoracique descendent obliquement vers l'œsophage, formant des chaînes d'anastomoses antérieure et postérieure le long de celui-ci.
Ils s'anastomosent en haut avec les rameaux œsophagiens de l'artère thyroïdienne inférieure et en bas avec les rameaux œsophagiens de l'artère gastrique gauche.

## Zone de vascularisation
Les rameaux œsophagiens de l'aorte thoracique alimentent le tiers moyen de l’œsophage.